# Centronaxa
Centronaxa is een geslacht van vlinders van de familie spanners (Geometridae), uit de onderfamilie Orthostixinae.

## Soorten
- C. contraria Leech, 1897
- C. margaritaria Leech, 1897
- C. montanaria Leech, 1897
- C. orthostigialis Warren, 1893